# 那不勒斯湾

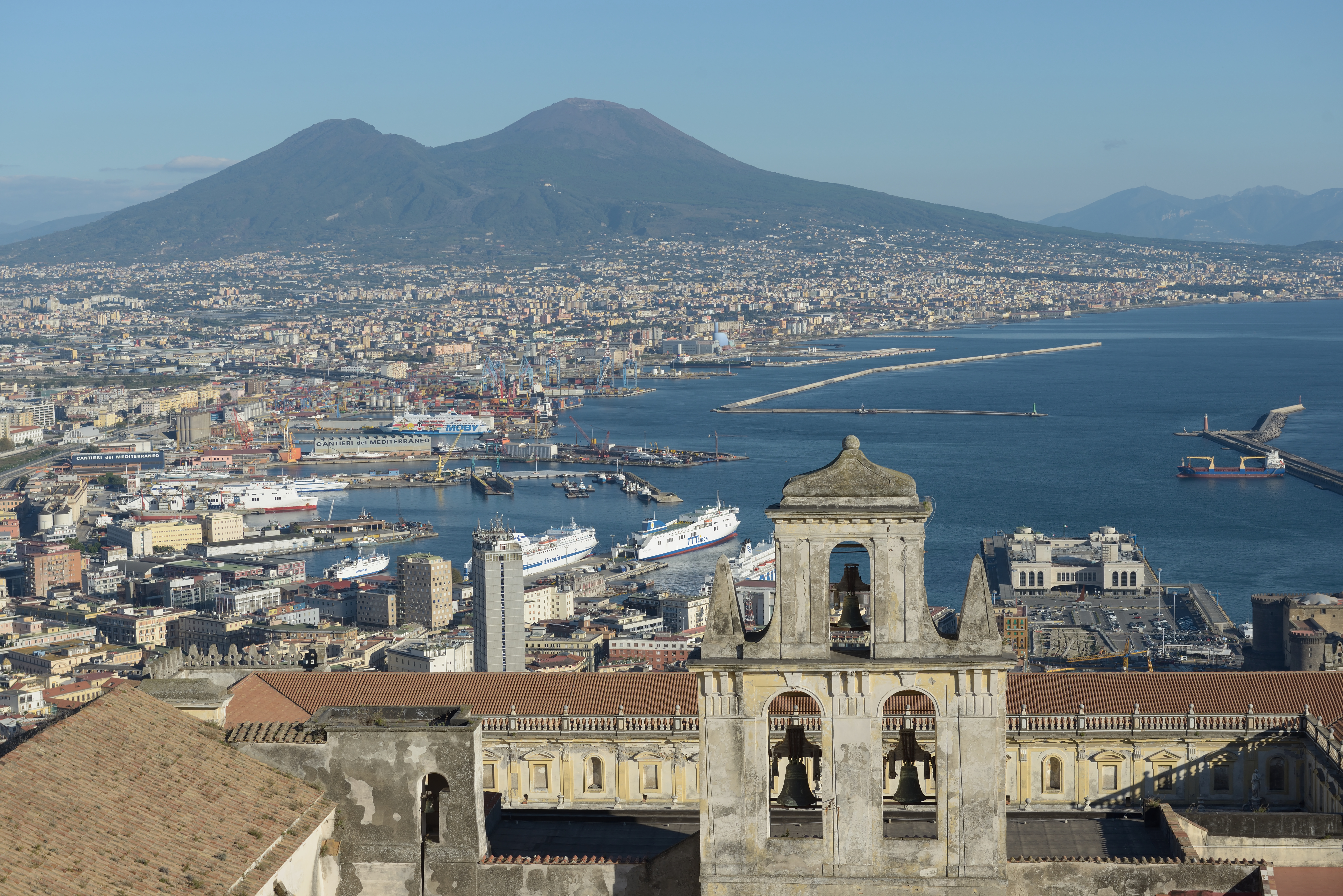
那不勒斯湾（從那不勒斯望向维苏威火山）

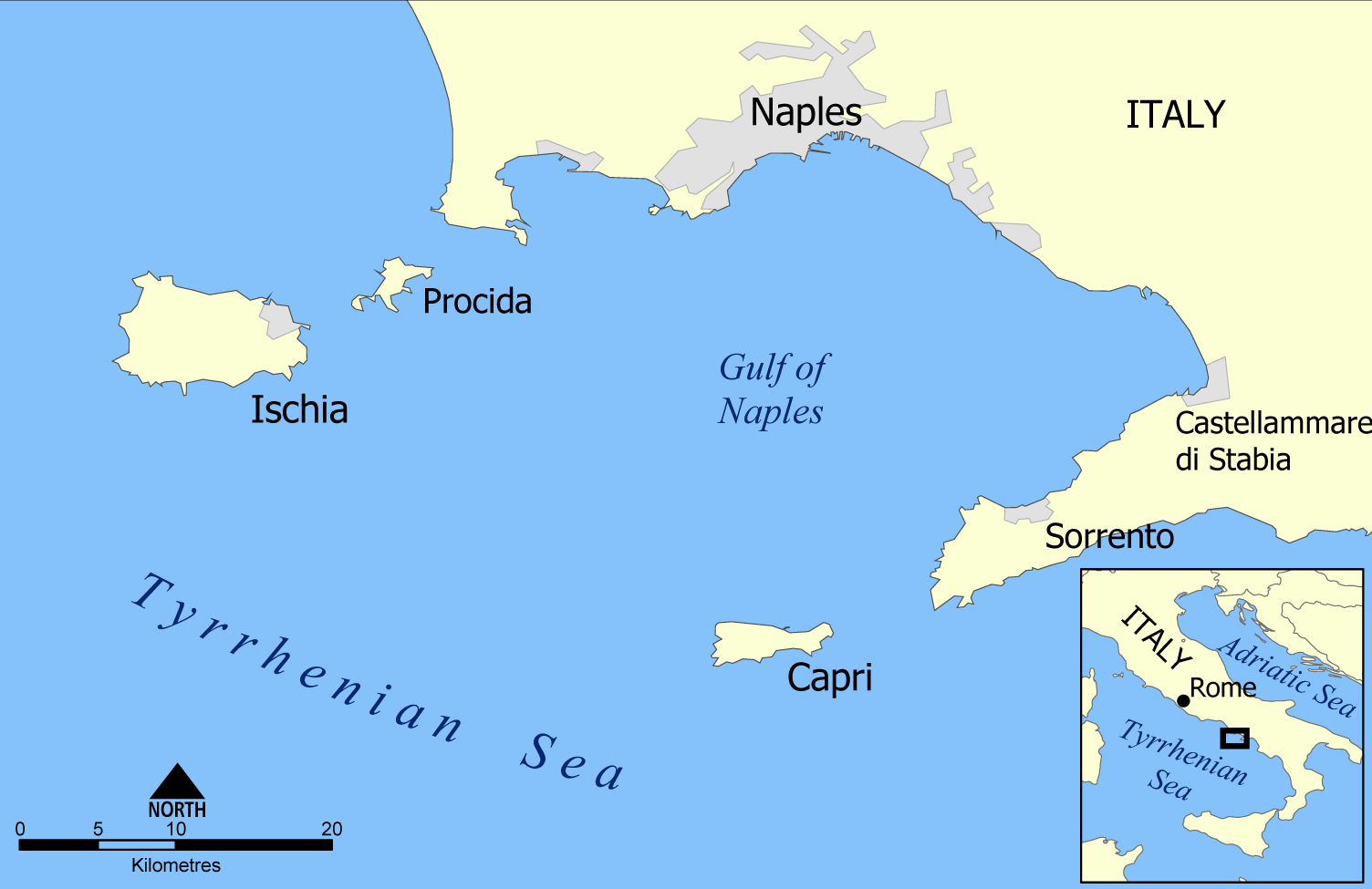
那不勒斯湾

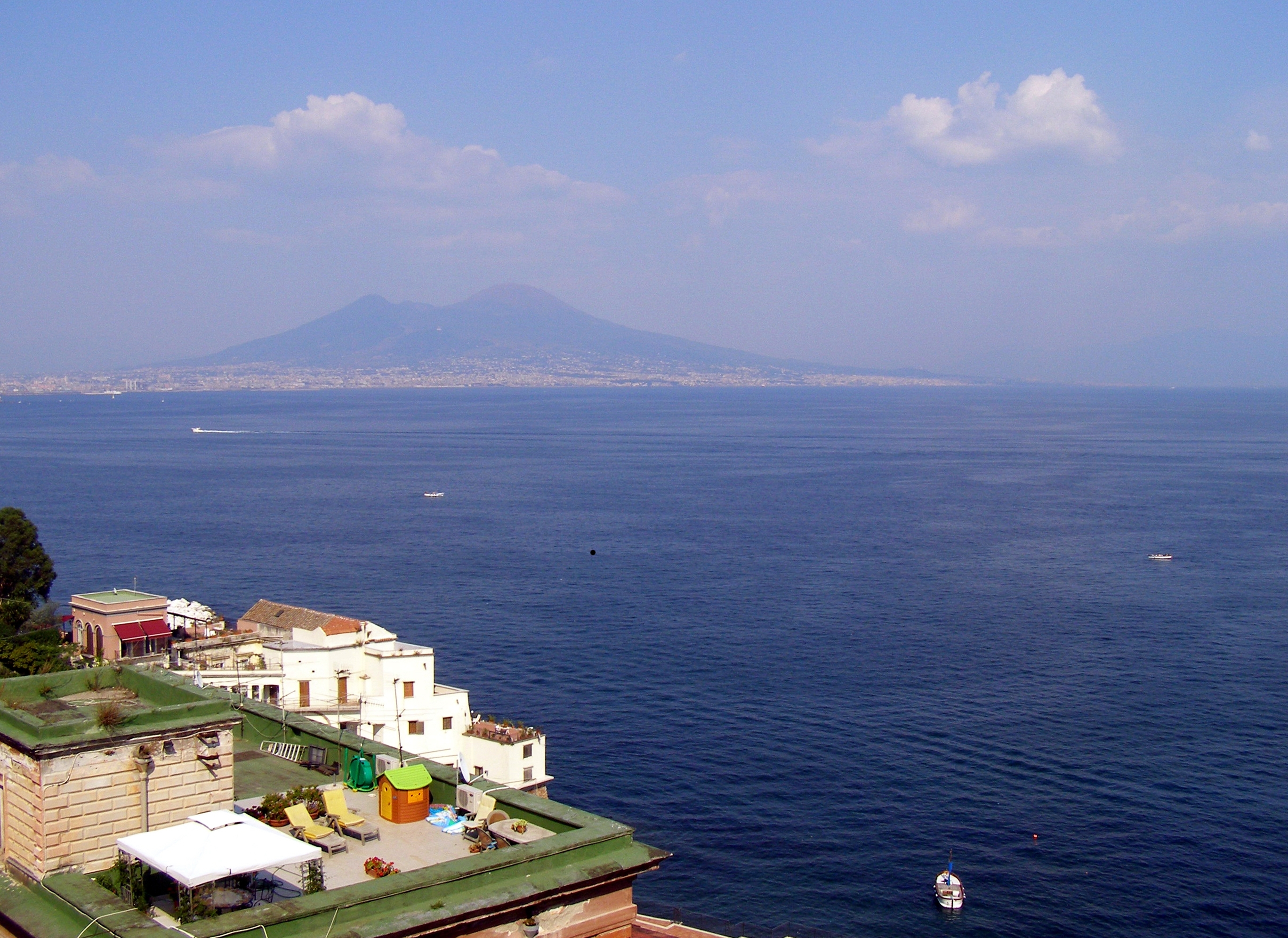
那不勒斯湾的东岸是维苏威火山

那不勒斯湾（義大利語：Golfo di Napoli）是位于意大利南部坎帕尼亚大区那不勒斯省，其西侧向地中海敞开，北面有那不勒斯和波佐利等城市，东面是维苏威火山，南面是索伦托半岛及其主要城镇索伦托，以此与萨莱诺湾隔开。被譽為世界三大夜景之一。
那不勒斯湾有普罗奇达岛、卡普里岛和伊斯基亚岛等岛屿。这一地区是意大利重要的旅游区，拥有罗马帝国的庞贝和赫库兰尼姆古城废墟（毁于公元79年维苏威火山爆发）。

## 外部連結
- 1960 Summer Olympics official report. （页面存档备份，存于） Volume 1. p. 86.
- 1960 Summer Olympics official report. （页面存档备份，存于） Volume 2. Part 2. pp. 963–1023.
- Purcell, N., R. Talbert, T. Elliott, S. Gillies. . Pleiades. 20 November 2019  [March 8, 2012]. （原始内容存档于2019-04-17）.

40°44′07″N 14°16′31″E / 40.73528°N 14.27528°E